# 大石站 (广州市)
大石站是廣州地鐵3号线的一座車站，位於中国广东省廣州市番禺區新光快速路铺路群贤路口南侧地底，在2006年12月30日開通。本站以粉紫色作為主色。
3号线大石控制中心位于本站东南面，鄰近C出口。

## 車站結構

### 車站樓層
大石站共设有两层，地面为新光快速路、群贤路、地铁大石站公交总站、大石控制中心、城际铁路大石东站以及其它建筑，地下一層為站廳，以及车站北端预留结构；地下二層為3號線站台層。
| 地下一层 |                      | 预留站厅部分结构                            |  |  |
|          | 预留侧式站台部分结构 |                                             |  |  |
|          |                      | 预留未来新线                                |  |  |
|          |                      | 预留未来新线                                |  |  |
|          | 预留侧式站台部分结构 |                                             |  |  |
|          | 站厅                 | 售票機、客服中心、商店、警务室、安检设施    |  |  |
| 地下二层 | 2 站台               | █3号线 机场北或天河客运站方向（下站：厦滘） |  |  |
|          | 岛式站台             |                                             |  |  |
|          | 1 站台               | █3号线 海傍方向（下站：汉溪长隆）           |  |  |

### 站厅

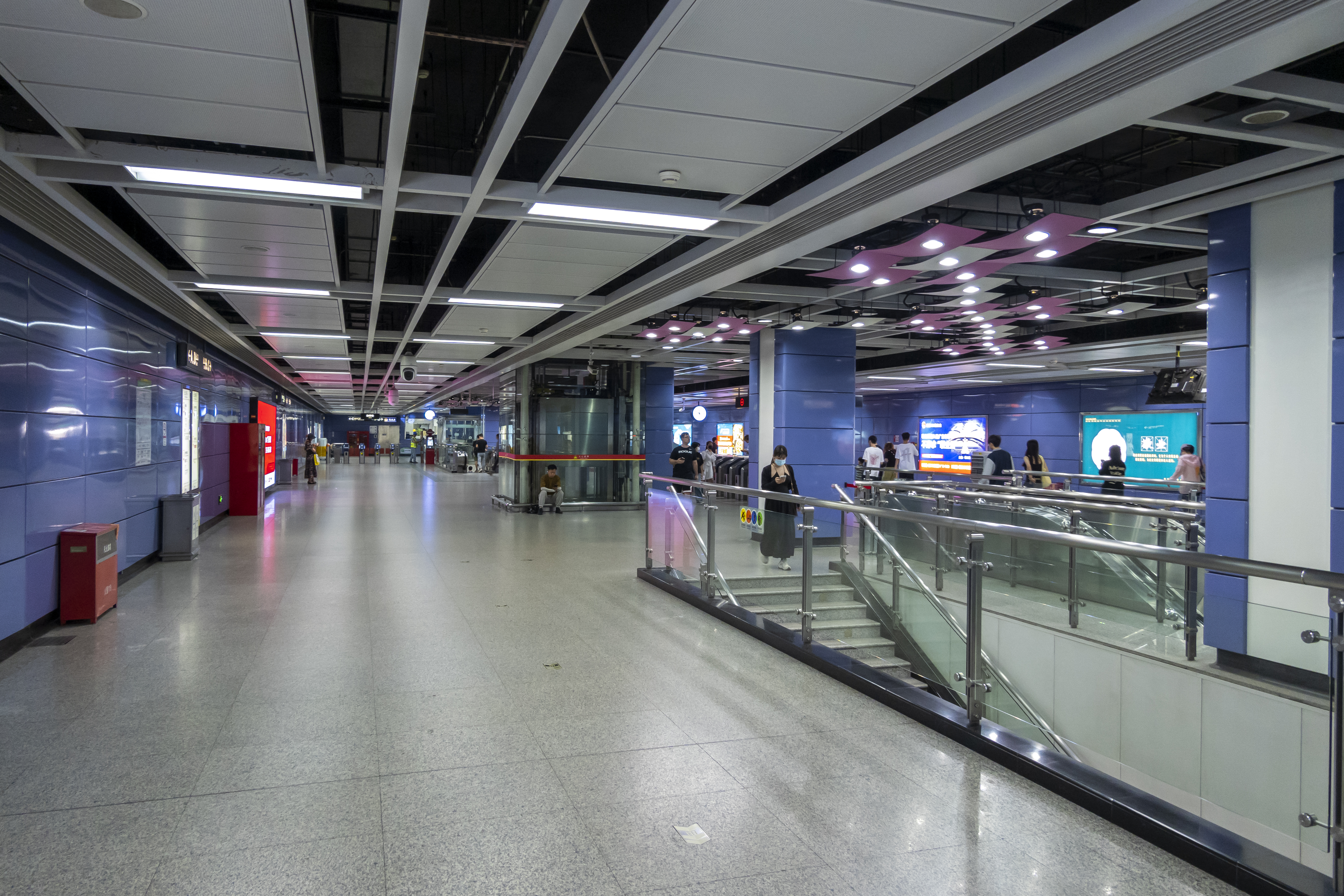
站厅

为方便乘客进出，大石站站厅付费区设于站厅北侧以及站厅东侧，站厅付费区内设有五条扶手电梯、一台专用电梯以及一组楼梯供乘客往返于月台。
另外，站厅北端预留了侧式站台的部分结构供当时规划中的7号线使用，但因规划变动，目前站厅北端的预留结构现时則使用搪瓷板封閉。
大石站現時设有麵包糕餅店以及鸭脖店等。此外本站亦设有自動售賣機、自动售卡/充值机以及“好易”自助机。

### 月台
大石站設有一個島式月台，位於新光快速路地下。

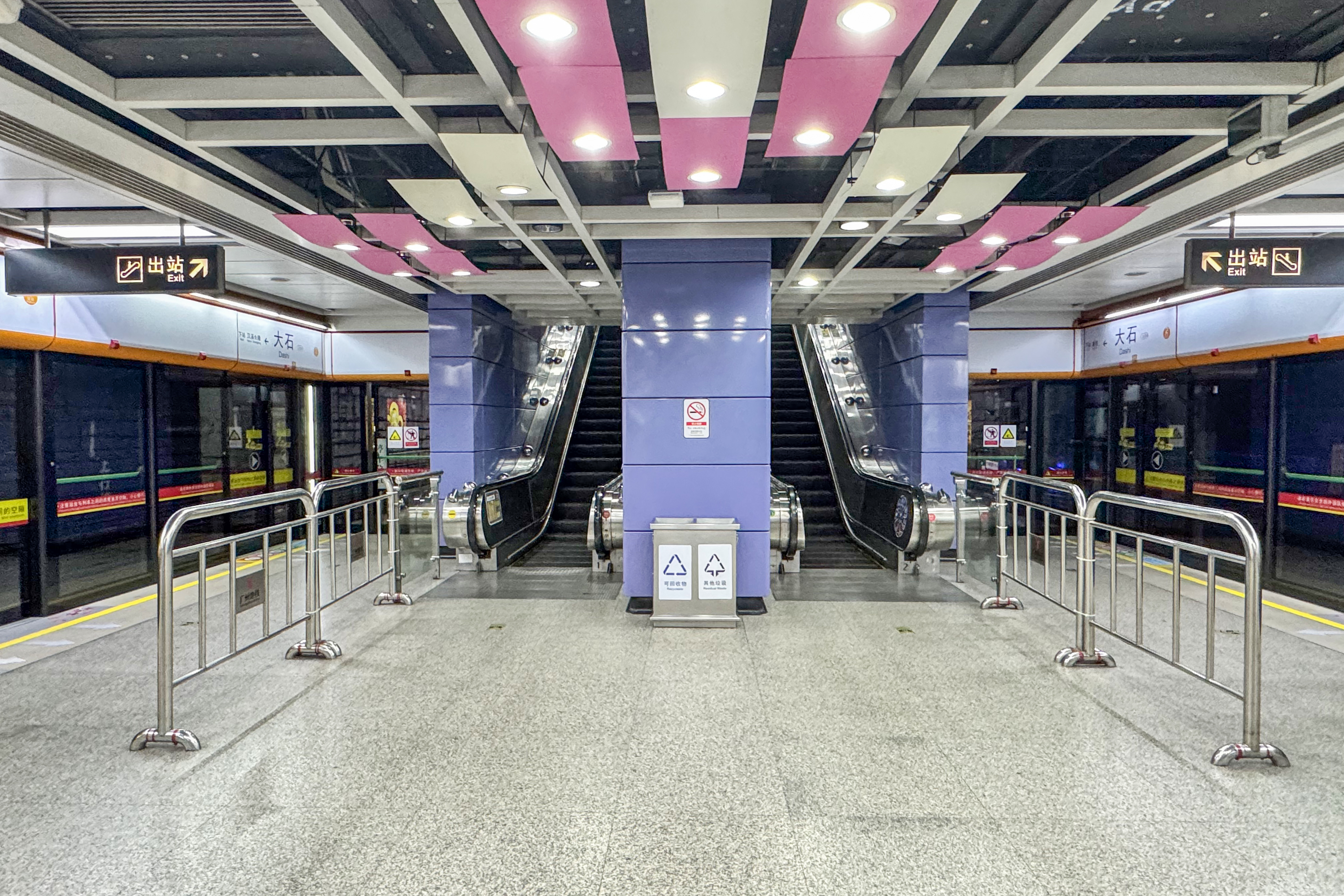
站台北端的扶手电梯，可通往站厅及预留月台位置

本站南面設有一組雙存車線。現時會用於停放備用車，並在晚高峰期間向北開出疏導客流。該組存車線亦會用於折返短線（小交路）列車。短線班次列車在1號月台清客完成後，便會進入該組存車線，折返到2號月台上客往天河客運站，或退出服務并返回廈滘車輛段。
另外，在本站北面亦同时设有一条单渡线，该渡线可供3号线收车前往海傍方向的不載客列车通过该渡线进行站前折返進入2号月台后，返回厦滘车辆段。
當3號綫汉溪长隆至海傍段出現故障時，往海傍方向的列車將會通過上述渡线或雙存車線折返，以本站為臨時總站。

1号月台全景图

### 出入口
大石站现时设有4个出入口供乘客进出。B出入口曾因南大干线2标工程影响于2020年8月6日起暂时停用。
|                                                     |                                                           |      |            |                                        |
| 編號                                                | 设施                                                      | 照片 | 出口指示   | 建議前往的目的地                       |
| A                                                   | 扶手电梯标志                                              |      | 群贤路     | 群贤路、新光快速路、地铁大石站公交总站 |
| B                                                   | 盲道标志 · 扶手电梯标志                                   |      | 新光快速路 | 新光快速路、礼村                       |
| C                                                   | 盲道标志 · 轮椅升降台标志 · 无障碍通道标志 · 扶手电梯标志 |      | 新光快速路 | 新光快速路、植村、地铁大石站公交车站   |
| D                                                   | 扶手电梯标志                                              |      | 新光快速路 | 新光快速路、群贤路、永佳丰田全国金牌店 |
| 註： 設有 \| 設有 \| 設有輪椅升降台 \| 設有扶手電梯 |                                                           |      |            |                                        |

## 接駁交通
| 编号   | 编号  | 线路           | 线路                         | 线路               | 收费  | 备注       |
| ------ | ----- | -------------- | ---------------------------- | ------------------ | ----- | ---------- |
|        | 番145 | 番禺市桥汽车站 | ⇆                            | 石壁小学           | 2–3元 | 20–40分/班 |
|        | 番185 | 沙溪大道东     | 全程 ⇆                       | 石壁一村           | 2元   |            |
| 短线 ⇆ | 番185 | 沙溪大道东     | 地铁会江站（巨大创意产业园） |                    | 2元   |            |
|        | 番187 | 地铁大石站     | 全程 ⇆                       | 陈头岗             | 2元   |            |
| 短线 ⇆ | 番187 | 地铁大石站     | 周山岗                       |                    | 2元   |            |
|        | 310   | 番禺健力宝     | ⇆                            | 南浦岛（锦绣半岛） | 2–3元 | 30分/班    |

| 编号   | 编号              | 线路       | 线路   | 线路       | 收费 | 备注       |
| ------ | ----------------- | ---------- | ------ | ---------- | ---- | ---------- |
|        | 309               | 大石地铁站 | ⇆      | 滘口客运站 | 3元  |            |
|        | 番187             | 地铁大石站 | 全程 ⇆ | 陈头岗     | 2元  |            |
| 短线 ⇆ | 番187             | 地铁大石站 | 周山岗 |            | 2元  |            |
|        | 番190             | 地铁大石站 | ↺      | 万博中心   | 2元  |            |
|        | 公交地铁接驳专线7 | 地铁大石站 | ↻      | 万达广场   | 1元  |            |
|        | 公交地铁接驳专线8 | 坑头村     | ⇆      | 地铁大石站 | 2元  | 20–30分/班 |

## 利用状况
大石站周边有住宅小区，且邻近植村、礼村等村落。虽然本站离傳統的大石地区较远，但是车站A出入口旁的公交车站可前往不同地区，因此有部分大石地区的居民，甚至居住在南村的多数居民的会利用公交车接驳至本站搭乘地铁。因此，从本站出入闸人流众多，尤其在上下班高峰时期，车站会过于拥挤而需要實施客流控制措施。
本站是3號線工作日早高峰北往南單向短線車（同和/龍歸/嘉禾望崗/天河客運站至大石）的終點站。

## 历史
大石站最初在2000年地下铁路規劃中出现，因應番禺撤市建區，3号线南延至番禺廣場站。中途亦设置本站，车站位置与现时基本一致。同时本站亦规划为当年7号线的始发车站，在车站建设之初亦在车站地下一层北端预留部分月台结构，後來7號線規劃調整，改为汉溪长隆站与3号线交汇，本站的预留结构亦随之閒置至今。
2002年，3號線全線動工，本站随后亦开始动工。2006年12月30日，本站随3号线一期全线開通運營，本站正式啟用。
2018年7月18日晚，一名身穿无袖“洛丽塔”服飾的大学生准备从大石站进站乘搭地铁时，被出入口旁的安检人员以“奇装异服”为由拒绝进站乘车。事發後，事主第一時間發微博。后来广州地铁官方在兩日之後对该名乘客深表歉意，并表示要求安检公司加强全体安检员的规章制度和服务技能培训，避免同类事情再次发生。如果打扮过于骇人，工作人员还是会有权拒绝其进站乘车。
2022年，本站曾多次受疫情防控措施影响而需要调整服务。2022年2月疫情期间，本站于2022年2月6日12时至2月10日9时40分暂停运营；2022年10-11月疫情期间，本站于11月7日至15日、11月28日至11月30日下午暂停运营。

## 未來發展

### 佛山地铁4号线
佛山地鐵4號線有規劃未來二期段延伸進入番禺區，並設有大石站，與廣州地铁3號線交匯。大石站在建造时预留过换乘结构，但因广佛环线建设影响，可能并不使用此预留结构。

### 广佛环线
未来，该站可以与广佛环线大石东站进行出站换乘。